# Coppa Libertadores 2012 (primo turno)
Questa voce raccoglie un approfondimento sulle gare di qualificazione dell'edizione 2012 della Coppa Libertadores.

## Primo turno

### Andata
| Arbitro: | Paulo César de Oliveira |

|                                  |           |  |
| Córdoba 21’ Zelaya 35’ Mosca 87’ | Marcatori |  |

| Arbitro: | Víctor Rivera |

|              |           |  |
| Anangonó 43’ | Marcatori |  |

| Arbitro: | Alfredo Intriago |

|             |           |  |
| Barriga 58’ | Marcatori |  |

| Arbitro: | Líber Prudente |

|                          |           |                  |
| Centurión 30’ Britez 57’ | Marcatori | 28’ Luiz Antônio |

| Arbitro: | Martín Emilio Vázquez |

|                    |           |  |
| Leandro Damião 11’ | Marcatori |  |

| Arbitro: | Federico Beligoy |

|                                                        |           |  |
| Freitas 35’ Zalayeta 38’ João Pedro 63’ Estoyanoff 70’ | Marcatori |  |

### Ritorno
| Arbitro: | Sergio Pezzotta |

|                                                  |           |           |
| Velázquez 1’ Núñez 29’ Gamarra 34’ Civelli 90+3’ | Marcatori | 12’ Minda |

| Arbitro: | Martín Emilio Vázquez |

|            |           |                |
| Ibarra 44’ | Marcatori | 85’ Leguizamón |

| Arbitro: | Francisco Chacón |

|                              |           |                                   |
| Núñez 2’ (rig.) González 24’ | Marcatori | 11’ (rig.) D'Alessandro 21’ Tinga |

| Arbitro: | Víctor Rivera |

|                                |           |  |
| Léo Moura 39’ Ronaldinho 90+2’ | Marcatori |  |

| Arbitro: | Sandro Ricci |

|            |           |                |
| Peraza 77’ | Marcatori | 27’ Estoyanoff |

| Arbitro: | Saúl Laverni |

|                |           |                              |
| Pulido 14’ 22’ | Marcatori | 38’ (rig.) Herrera 68’ Jaime |

## Tabella riassuntiva
| Squadra 1      | Totale | Squadra 2      | Andata | Ritorno |
| -------------- | ------ | -------------- | ------ | ------- |
| Arsenal        | 4 - 1  | Sport Huancayo | 3 - 0  | 1 - 1   |
| Real Potosí    | 2 - 3  | Flamengo       | 2 - 1  | 0 - 2   |
| Peñarol        | 5 - 1  | Caracas        | 4 - 0  | 1 - 1   |
| El Nacional    | 2 - 4  | Libertad       | 1 - 0  | 1 - 4   |
| Internacional  | 3 - 2  | Once Caldas    | 1 - 0  | 2 - 2   |
| Unión Española | 3 - 2  | Tigres UANL    | 1 - 0  | 2 - 2   |